# Anne van der Cam
Anne van der Cam, est une religieuse cistercienne qui fut la 31e abbesse de l'abbaye de la Cambre.

## Héraldique
de gueules à cinq losanges d'argent appointées en croix.